# Badborste

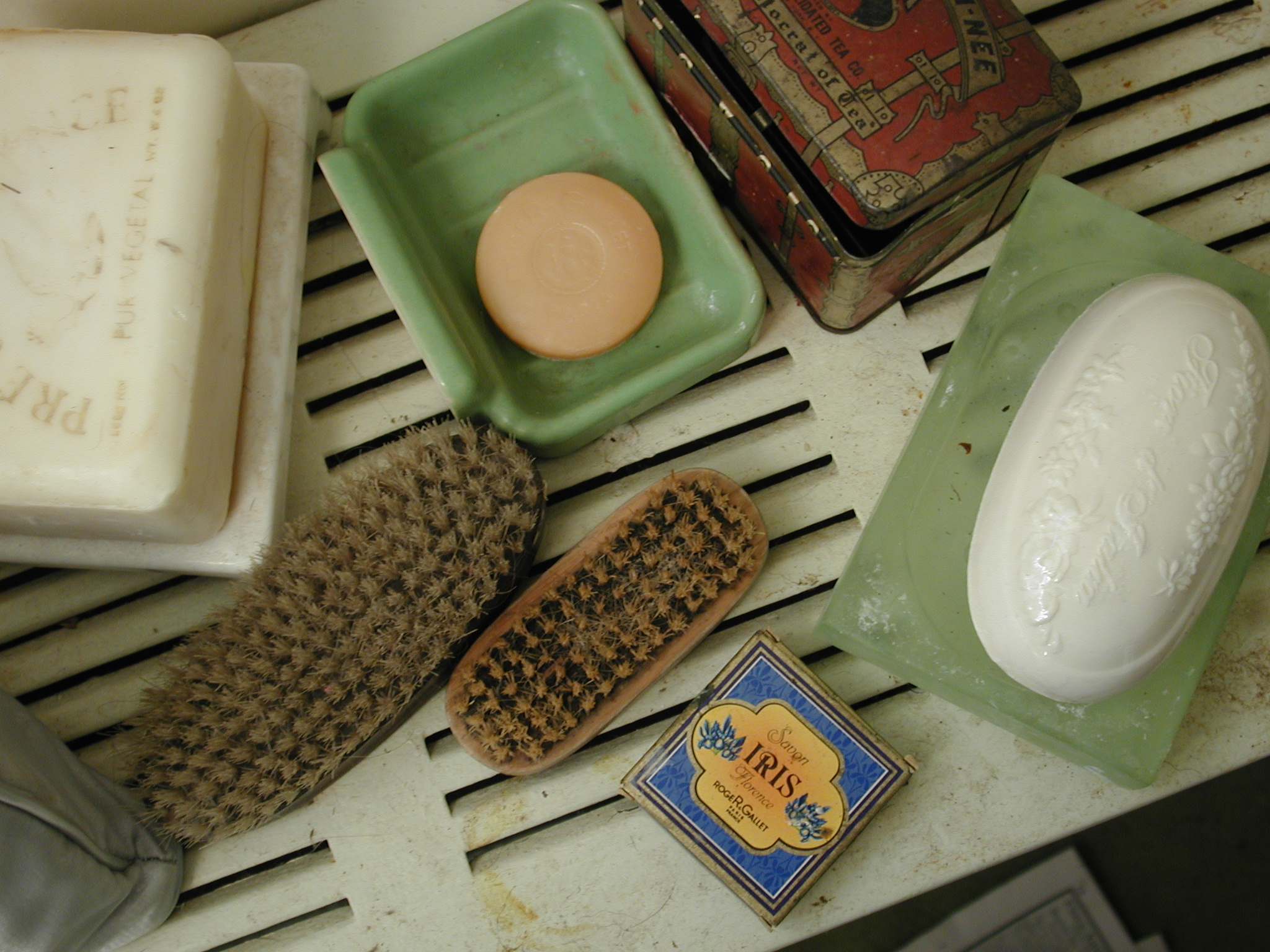
Badborste, nagelborste och tvålar.

En badborste är en borste som används för tvagning av människokroppen i samband med bad och dusch. Badborstar tillverkas traditionellt av trä med borst av rot eller tagel. Träplattan har ofta genomgående hål för att öka avrinningen och minska risken för röta. Numera tillverkas de flesta badborstar av plast med syntetborst. Vissa badborstar har ett långt skaft för att användaren ska komma åt sin egen rygg med borsten.
Badborstens funktion har i viss mån ersatts av skrubbvanten.